# (100573) 1997 HR2
(100573) 1997 HR2 es un asteroide perteneciente al cinturón de asteroides, descubierto el 29 de abril de 1997 por el equipo del Spacewatch desde el Observatorio Nacional de Kitt Peak, Arizona, Estados Unidos.

## Designación y nombre
Designado provisionalmente como 1997 HR2.

## Características orbitales
1997 HR2 está situado a una distancia media del Sol de 2,398 ua, pudiendo alejarse hasta 2,960 ua y acercarse hasta 1,837 ua. Su excentricidad es 0,234 y la inclinación orbital 3,066 grados. Emplea 1357,06 días en completar una órbita alrededor del Sol.
El próximo acercamiento a la órbita terrestre se producirá el 8 de octubre de 2195.

## Características físicas
La magnitud absoluta de 1997 HR2 es 16,9.